# America's Next Top Model (terza edizione)
La terza edizione di America's Next Top Model è andata in onda dal 22 settembre al 15 dicembre 2004 ed è la prima stagione ad ottenere come sponsor la marca di cosmetici CoverGirl; il cast è stato aumentato a 14 concorrenti e lo slogan era Beauty In Progress (Bellezza in Progresso).

La destinazione internazionale finale è stata Tokyo, Giappone, mentre il secondo episodio è stato girato a Montego Bay, Giamaica). La vincitrice, Eva Pigford, ha portato a casa un contratto di rappresentanza per la Ford Models, un servizio diffuso da Elle, e un contratto da 100.000 $ con la CoverGirl.

Questa è stata la prima edizione nella quale una concorrente, Magdalena, è stata eliminata prima della puntata in studio.

## Concorrenti
| Concorrente            | Età1 | Città di provenienza              | Altezza | Posizione                                                    |
| ---------------------- | ---- | --------------------------------- | ------- | ------------------------------------------------------------ |
| Magdalena Rivas        | 24   | Worcester, Massachusetts          | 175 cm  | Eliminata al di fuori del giudizio in studio nell'episodio 2 |
| Leah Darrow            | 24   | Oklahoma City, Oklahoma           | 175 cm  | Eliminata nell'episodio 2                                    |
| Julie Titus            | 20   | Kent, Washington                  | 178 cm  | Eliminata nell'episodio 3                                    |
| Laura "Kristi" Grommet | 20   | St. Louis, Missouri               | 178 cm  | Eliminata nell'episodio 4                                    |
| Jennipher Frost        | 22   | Pocatello, Idaho                  | 178 cm  | Eliminata nell'episodio 5                                    |
| Kelle Jacob            | 19   | New York, New York                | 180 cm  | Eliminata nell'episodio 6                                    |
| Cassie Grisham         | 19   | Norman, Oklahoma                  | 178 cm  | Eliminata nell'episodio 7                                    |
| Toccara Jones          | 22   | Dayton, Ohio                      | 175 cm  | Eliminata nell'episodio 8                                    |
| Nicole Borud           | 21   | Minot, Dakota del Nord            | 173 cm  | Eliminata nell'episodio 9                                    |
| Norelle Van Herk       | 20   | Newport Beach, California         | 179 cm  | Eliminata nell'episodio 11                                   |
| Ann Markley            | 21   | Erie, Pennsylvania                | 180 cm  | Eliminata nell'episodio 12                                   |
| Amanda Swafford        | 25   | Hendersonville, Carolina del Nord | 173 cm  | Eliminata nell'episodio 13                                   |
| Camara "Yaya" DaCosta  | 21   | Harlem, New York                  | 173 cm  | Seconda classificata                                         |
| Eva Marcille Pigford   | 20   | Los Angeles, California           | 170 cm  | Vincitrice                                                   |

 1 L'età delle concorrenti si riferisce all'anno della messa in onda del programma

### Makeover
- Amanda: Lunghissime extension e capelli tinti biondo platino
- Ann: Aggiunta di colpi di sole biondi
- Cassie: Capelli schiariti e volumizzati
- Eva: Mèche
- Jennipher: Capelli tagliati sino alle spalle e tinti di biondo
- Julie: Aggiunta di volume
- Kelle: Stiratura
- Kristi: Schiarimento e taglio di pochi centimetri
- Nicole: Capelli cortissimi e tinti di rosso
- Norelle: Taglio molto corto "sbarazzino" e rimozione dell'apparecchio fisso ai denti, sostituito con uno mobile e trasparente
- Toccara: Extension
- Yaya: Stiratura e pulizia delle imperfezioni del viso

## Ordine di eliminazione
| Order | Episodes  | Episodes  | Episodes  | Episodes  | Episodes  | Episodes | Episodes | Episodes | Episodes | Episodes | Episodes | Episodes | Episodes |  |
| Order | 1         | 2         | 3         | 4         | 5         | 6        | 7        | 8        | 9        | 11       | 12       | 13       | 13       |  |
| ----- | --------- | --------- | --------- | --------- | --------- | -------- | -------- | -------- | -------- | -------- | -------- | -------- | -------- |  |
| 1     | Ann       | Yaya      | Amanda    | Cassie    | Amanda    | Eva      | Eva      | Nicole   | Ann      | Amanda   | Amanda   | Yaya     | Eva      |  |
| 2     | Leah      | Kristi    | Nicole    | Ann       | Yaya      | Amanda   | Ann      | Eva      | Eva      | Yaya     | Yaya     | Eva      | Yaya     |  |
| 3     | Kelle     | Julie     | Eva       | Nicole    | Norelle   | Nicole   | Yaya     | Amanda   | Norelle  | Eva      | Eva      | Amanda   |          |  |
| 4     | Cassie    | Jennipher | Yaya      | Toccara   | Eva       | Yaya     | Norelle  | Yaya     | Amanda   | Ann      | Ann      |          |          |  |
| 5     | Yaya      | Kelle     | Toccara   | Eva       | Nicole    | Toccara  | Amanda   | Norelle  | Yaya     | Norelle  |          |          |          |  |
| 6     | Kristi    | Cassie    | Jennipher | Amanda    | Toccara   | Norelle  | Nicole   | Ann      | Nicole   |          |          |          |          |  |
| 7     | Julie     | Toccara   | Cassie    | Norelle   | Ann       | Cassie   | Toccara  | Toccara  |          |          |          |          |          |  |
| 8     | Magdalena | Nicole    | Norelle   | Yaya      | Cassie    | Ann      | Cassie   |          |          |          |          |          |          |  |
| 9     | Nicole    | Eva       | Ann       | Kelle     | Kelle     | Kelle    |          |          |          |          |          |          |          |  |
| 10    | Amanda    | Norelle   | Kristi    | Jennipher | Jennipher |          |          |          |          |          |          |          |          |  |
| 11    | Norelle   | Amanda    | Kelle     | Kristi    |           |          |          |          |          |          |          |          |          |  |
| 12    | Toccara   | Ann       | Julie     |           |           |          |          |          |          |          |          |          |          |  |
| 13    | Jennipher | Leah      |           |           |           |          |          |          |          |          |          |          |          |  |
| 14    | Eva       | Magdalena |           |           |           |          |          |          |          |          |          |          |          |  |

- L'episodio 1 è quello di casting e l'ordine di chiamata è del tutto casuale.
- Nell'episodio 2, Magdalena viene eliminata subito dopo il servizio fotografico.
- L'episodio 10 è stato il riassunto dei precedenti.

     La concorrente è stata eliminata al di fuori della puntata in studio
     La concorrente è stata eliminata
     La concorrente ha vinto la competizione

## Servizi fotografici
- Episodio 2: In costume da bagno sulle spiagge di Montego Bay.
- Episodio 3: Campagna pubblicitaria per Nivea.
- Episodio 4: Scatto di gruppo in topless per Lee Jeans.
- Episodio 5: Sui pattini a rotelle in discoteca anni Settanta per accessori Dooney & Bourke.
- Episodio 6: Scatti su un trampolino per un energy drink.
- Episodio 7: Doppio scatto con alter ego per Ford Mustang.
- Episodio 8: Scatti con tarantole.
- Episodio 9: Campagna pubblicitaria per la versione giapponese della Campbell Soup.
- Episodio 11: Geishe in kimono per T-Mobile.
- Episodio 12: Motocicliste ispirate alle Harajuku girl.
- Episodio 13: Pubblicità e servizio fotografico per CoverGirl Wet Slicks Crystals.